# Jennifer Hermoso
Jennifer Hermoso Fuentes (født 9. maj 1990) er en spansk fodboldspiller, der spiller som midtbane for FC Barcelona og Spaniens kvindefodboldlandshold. Hun har tidligere spillet for Paris Saint-Germain Féminines, Atlético de Madrid Femenino, Rayo Vallecano, Tyresö FF i Damallsvenskan.

## Hæder

### Klub
Rayo Vallecano
- Primera División: Vinder 2010–11

FC Barcelona
- Primera División: Vinder 2013–14, 2014–15
- Copa de la Reina de Fútbol: Vinder 2014, 2017

Paris Saint-Germain
- Coupe de France Féminine: Vinder 2017–18

Spanien
- Algarve Cup: Vinder 2017